# Baltasar Salazar Morales
Baltasar Salazar Morales (Rionegro, 7 de enero de 1789 - Tacines, Pasto, 9 de mayo de 1814) fue un militar y prócer de la independencia de Colombia que formó parte de los cerca de 100 jóvenes rionegreros que participaron de la Campaña de Nariño en el Sur y que en una de sus batallas, la de Tacines, pierde la vida. Además fue uno de los firmantes del acta de independencia de la ciudad de Rionegro a la corona española, siendo la primera ciudad de Antioquia en hacerlo y la tercera en Colombia.

## Biografía
Perteneció a una familia rionegrera destacada y comprometida con la causa patriótica. Hijo del coronel Diego Gómez de Salazar y de María Magdalena Morales. Sus hermanos fueron: José María, Zoilo, Francisco y Eugenia (casada con su primo Vicente Nariño Ortega, hijo del general Antonio Nariño).
Del padre de Baltasar Salazar se destaca, el haber hecho parte de la convención que estableció, aprobó y sancionó la constitución de Antioquia el 21 de marzo de 1812 en Rionegro. También su hermano José María Salazar Morales, poeta, militar, políglota y diplomático, ocupó cargos importantes en el país y escribió lo que podría considerarse el primer himno de Colombia.
Baltasar Salazar fue poeta y distinguido geógrafo[cita requerida]. Fue compañero en los bancos escolares de liborio Mejía; estudió luego en el colegio de San Bartolomé de Santafé de Bogotá y participó junto con otros rionegreros en los hechos del 20 de julio. Para 1812 ya había regresado a Rionegro, donde había comenzado el fervor libertario, firmando el acta de independencia absoluta de España, el 7 de febrero de 1813, acto que él mismo había promocionado. Ya por esta época, se comienzan a organizar los batallones que irían al sur a ayudar al general Antonio Nariño. José María Salazar, el hermano de Baltasar Salazar, era uno de los que incitaron a la rebeldía contra los españoles reclutando hombres para acrecentar las tropas; de esta manera parten hacia el sur cerca de cien jóvenes rionegreros, entre ellos Zoilo, su hermano, Liborio Mejía, y José María Cordova, que formaron parte de los primeros batallones que apoyarían a Nariño.
El capitán rionegrero Baltasar Salazar tuvo destacada actuación en el combate de Cebollas. Luego de la lucha, algunos oficiales que acompañaban al general Nariño, eran partidarios de disolver el ejército, pero Baltasar Salazar en emocionado discurso, expuso tesis opuesta, dando razones para continuar con la campaña, indicando que el retiro de las tropas sería motivo de repulsión sobre sus nombres.

## Fallecimiento
En Tacines, el 9 de mayo de 1814, en el camino que conduce a Pasto, se presentó el combate. Baltasar Salazar fue herido de muerte llevando una bandera de las provincias unidas de la nueva granada, momento en que su compañero y amigo Liborio Mejía acude a auxiliarlo, escuchando de un moribundo Baltazar lo siguiente:

"¿Quien ha triunfado?... si es la patria mía,  mi situación no turba mi alegría...

El general Nariño, al conocer la noticia de la muerte de Salazar, se acercó a su cadáver y sobre él lloró por largo rato.

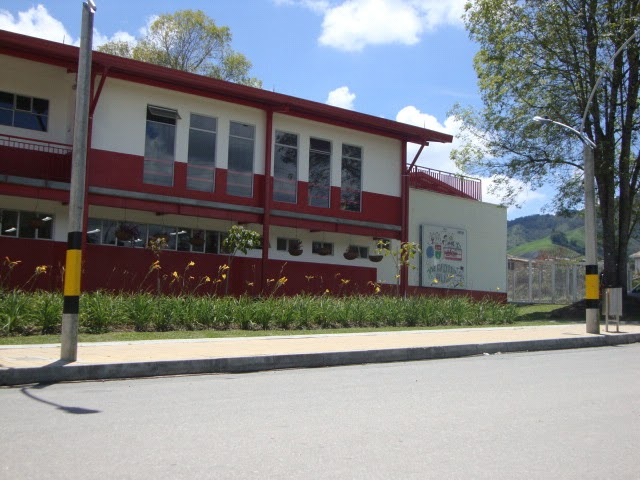
Facahada de la I.E. Baltazar Salazar, Rionegro, Antioquia

## Instituciones que llevan su nombre
- Colegio I.E "Baltazar Salazar " ubicado en la vereda Pontezuela de Rionegro-Antioquia- Colombia.

HISTORIA DEL COLEGIO
En el año 1963 se inicia la construcción para la planta física de la Escuela Mixta Baltazar Salazar que inicia sus labores en 1965 con el grado primero y una educadora.
Su nombre proviene en honor al Capitán Rionegrero Baltazar Salazar, prócer que muere el 9 de mayo de 1814 en el combare Tacines, cuando se desempeñaba como abanderado de Antonio Nariño
El nuevo establecimiento cumple con el ciclo de primaria en 1969 y en el año posterior se anexa el Liceo José María Cardona para darle vida al ciclo de secundaria con el grado sexto.
En 1983 se crea la modalidad  de Radio Centro con los grados  6.º,7.º y 8.º; solo en 1984 la institución se independiza y se convierte en Concentración Educativa Baltazar Salazar. En 1986 se completa el ciclo d básica secundaria (de 1.º a 9.º) y es nombrado como su primer Rector el Licenciado Luis Mariano Tobón Lopera.
En el año 1990 se autoriza la apertura del grado décimo y se crean como grupos satélites de la Baltazar Salazar, grados sextos en las instituciones Ana Gómez de Sierra (vereda La Mosca) y La Mosquita (vereda La Mosquita) para dar inicio con el ciclo de secundaria en estos colegios.
En 1991 proclama la Institución sus primeros 12 bachilleres y desde esta fecha viene realizando año por año sus respectivas promociones de bachilleres.
En el año 1992, se crea un grupo satélite del grado sexto en la Institución Educativa Gilberto Echeverry Mejía, antes llamada Institución Cabeceras dando así inicio al ciclo de secundaria en este establecimiento, el cual igual que los anexos de Ana Gómez de Sierra y La Mosquita posteriormente adquirirían vida propia.
En el año 1998 la Licenciada Luz Teresa García Valencia recibe la rectoría por encargo y durante los años 1998,1999 y 2000 mientras el titular se desempeñaba en comisión como Subsecretario y Secretario de educación del Municipio de Rionegro.
En enero del año 2001 reinicia sus labor de Rector el Licenciado Luis Mariano Tobón  y en el 2003 por gestión de la comunidad se da apertura a la sala de sistemas pública – escolar y recibe el nombre en honor a la poetisa de la región  
“Elsy Ríos Buitrago”.
Como resultado de un plan de mejoramiento que se planteó en el año 2001, en el 2006  la institución se ubicó en el nivel alto de las pruebas ICFES sosteniéndose en el año 2007 y siendo la mejor institución  rural del Municipio en esta prueba externa.
En el año 2008 la Fundación Fraternidad Medellín, entidad benefactora de benefactores contacta a las directivas del establecimiento por medio del veraneante Doctor Gilberto Restrepo para informarles que dependiendo del Plan Educativo   que se deberá presentar donde se plasma el deseo y se tenía en lo que debería ser la futura institución, la Fundación intervendría  la planta física y el modelo pedagógico.
En el mismo año, el gobierno escolar presenta a dicha Fundación el Plan educativo  UNA BALTAZAR SALAZAR INCLUYENTE, PERTINENTE DE TODOS Y PARA TODOS, el cual  sirvió para que se decidiera remodelar un 10% de la antigua planta física y construir, diseñar y dotar el resto de la misma. Como resultado de esto, el 31 de julio de 2010 se inaugura la nueva planta física de la INED BALTAZAR SALAZAR, convirtiéndose en la más moderna,  bonita y bien dotada del Oriente Antioqueño.
La Fundación Jesús Infante, entidad que alberga a niños y jovenetes en riesgo sico-social, decide ingresar a estos a las instituciones, asentarse en la región y convertirse en un miembro más de la familia Baltazarina.
```
En el año  2010 se cristaliza por Resolución Municipal la fusión de los CER Capiro y El Higuerón a la INED Baltazar Salazar, que se venían trabajando desde años anteriores.
```

El Cer Capiro, ubicada en la vereda del mismo nombre; fue fundado en 1912 con el nombre de Escuela Rural alternada Pontezuela y albergaba personal de los sitios de Capiro, Pontezuela y El Higuerón, lugares  que posteriormente se independizarán cada una convirtiéndose en tres nuevas veredas. En el año  2003   se logró cambiar su nombre de Escuela Rural Pontezuela por Capiro.
El CER El Higuerón ubicado en la vereda de su mismo nombre, fue fundado en el año  1947   y casi toda su asistencia funcionó con la modalidad educativa de escuela nueva.
En el nombre de su fusión INED Baltazar Salazar, el establecimiento no contaba con suficiente personal dicente lo que llevó a la decisión de su clausura total. El local aún en el año 2012 es administrado por las autoridades educativas de la Baltazar Salazar.
Actualmente en el año 2012 la INED Baltazar Salazar cuenta con una sede central y la sede El Capiro ubicada en la vereda de su mismo nombre.
Cuenta con 2 directivos docne4tes (rector y coordinadora), 29 docentes (4 en la sede El Capiro), 1 secretaria académica, 2 bibliotecarios, 3 empleados de servicios generales, 1 celador nocturno, 2 personas independientes para bienestar humano y apoyo (tienda y fotocopiadora), una manipuladora de alimentos en el Restaurante escolar y un promedio de 800 alumnos para 24 grupos entre las dos sedes.